# Naeviella poeltiana
Naeviella poeltiana är en svampart som beskrevs av Scheuer 1988. Naeviella poeltiana ingår i släktet Naeviella, ordningen disksvampar, klassen Leotiomycetes, divisionen sporsäcksvampar och riket svampar.   Inga underarter finns listade i Catalogue of Life.